# Tatiana Guderzo
Tatiana Guderzo (født 22. august 1984) er en italiensk professionel cykelrytter.
Hun vandt verdensmesterskabet i landevejsløb den 26. september 2009 i Mendrisio, Schweiz og en bronzemedalje i landevejsløbet ved Sommer-OL 2008.